# Adorazione del Bambino (Signorelli)
L'Adorazione del Bambino è un dipinto olio su tavola (142×179 cm) di Luca Signorelli databile tra il 1493 e il 1496 circa e conservato nel Museo nazionale di Capodimonte a Napoli.

## Storia
Il dipinto è probabilmente quello che fu eseguito per la cappella di Feriani nella chiesa di Sant'Agostino a Città di Castello, vicino Perugia, commissionata da Francesco, nobile titolare dello spazio.
Nel 1627 l'opera è registrata ancora nella chiesa, dove vi rimase fino al 1789, quando fu venduta dietro volontà di papa Pio VI Braschi per consentire il finanziamento dei lavori di ristrutturazione dell'edificio, crollato il 30 settembre dello stesso anno a causa del terremoto che colpì la Valtiberina.
La tavola giunse dunque nella collezione Torlonia di Roma, per poi esser acquistata nel 1802 da Domenico Venuti, emissario per conto di re Ferdinando IV nella città pontificia con il compito di reperire opere per la collezione Borbone. La tavola in questa occasione giunse a Napoli con l'assegnazione a Domenico Ghirlandaio priva di due scene ai margini inferiori. Ritornò la giusta attribuzione al Signorelli nel terzo decennio del Novecento, mentre dal 1939 è stabilmente nel Museo di Capodimonte.
La scena mostra in primo piano san Giuseppe e la Vergine in adorazione del Bambino. Immediatamente alla spalle del santo sono due pastori che si incamminano verso la capanna per rendere omaggio all'evento, mentre ancor più sullo sfondo si scovano in cammino i magi accompagnati da una giraffa e due cammelli.
La tavola è stata restaurata nel 2020; grazie a questo intervento è stato possibile ricostruire il disegno originario che riempiva il margine destro inferiore, mentre quello sinistro rimane ancora ignoto (attualmente lo spazio coperto con uno strato di colore neutro).